# بخش جفرسون (شهرستان اشتابولا، اوهایو)
بخش جفرسون (به انگلیسی: Jefferson Township) یک منطقهٔ مسکونی در ایالات متحده آمریکا است که در شهرستان آشتابولا، اوهایو واقع شده‌است.
 بخش جفرسون ۶۷٫۰ کیلومتر مربع مساحت و ۵٬۲۵۲ نفر جمعیت دارد و ۲۷۶ متر بالاتر از سطح دریا واقع شده‌است.